# Tigriscsíkos rózsa
A tigriscsíkos rózsa (Urticina felina) a virágállatok (Anthozoa) osztályának tengerirózsák (Actiniaria) rendjébe, ezen belül az aktíniák (Actiniidae) családjába tartozó faj.

## Előfordulása
A tigriscsíkos rózsa főleg a mérsékelt övi tengerek lakója. Előfordul az Atlanti-óceán északi részén, az Északi-tengerben és a Balti-tengerben és az északnyugat-európai partok egyes szakaszain is. Kanada keleti partjain, valamint az Arktisz határán is fellelhető. A tengerek elszennyeződése veszélyezteti a fajt.

## Megjelenése

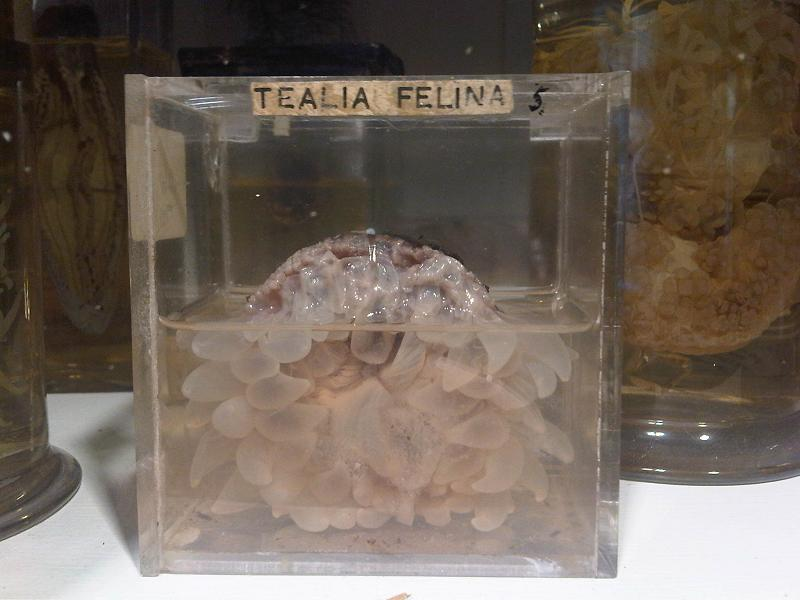
Tigriscsíkos rózsa a londoni Grant Museum of Zoology-ban

A tigriscsíkos rózsa teste legfeljebb 12 centiméter átmérőjű. A tigriscsíkos rózsának különböző változatai vannak; színük általában piros, szürkéskék vagy zöld. A faj pontos meghatározását nehezíti, hogy több hasonló, egymással közeli rokonságban álló faj létezik. A központi szájnyílás körül több mint 100 darab elkeskenyedő, mozgékony, áttetsző és gyakran vöröses színű tapogatókar helyezkedik el gyűrűkben. A tapogatókon sok csalánsejt található, amelyek érintésre felpattannak. A tigriscsíkos rózsa veszély esetén védekezésképpen, valamint apálykor a kiszáradás elkerülése érdekében behúzza tapogatóit. A behúzódott alak gumiszerű, kocsonyás kinézetű. Az állat szívószemölcseire homok és kavics tapad, s ez jó álcázást biztosít. Az árapály-határtól egészen 500 méteres mélységig előforduló tigriscsíkos rózsát a sziklás tengerfenékhez talpkorong rögzíti. Az állat belső szervei kör alakban helyezkednek el a szimmetriatengely körül.

## Életmódja
A tigriscsíkos rózsa nem alkot kolóniákat, az árapály-határtól egészen az 500 méteres mélységig sziklás, árnyékos helyeken fordul elő. Helyét lassú, kúszó mozgással képes megváltoztatni. Tápláléka kis rákfélék és halak. A táplálékát kis, szakállas szigonyokhoz hasonlító, bénító méreggel töltött „robbanósejtekkel” öli meg. A Gastroecus okadai nevű evezőlábú rákfaj egyaránt élősködik a szóban forgó aktínia felszínén és testében is.

## Szaporodása
Mint minden tengeri rózsa, a tigriscsíkos rózsa is kétféleképpen szaporodhat. Az ivartalan szaporodáskor, az anya-állatról kis leány-egyedek fűződnek le. Az ivaros szaporodás esetében, a peték és ondósejtek kibocsátása útján, a vízben megtermékenyülő petékből apró, szabadon úszkáló lárvák kelnek ki.

## Képek

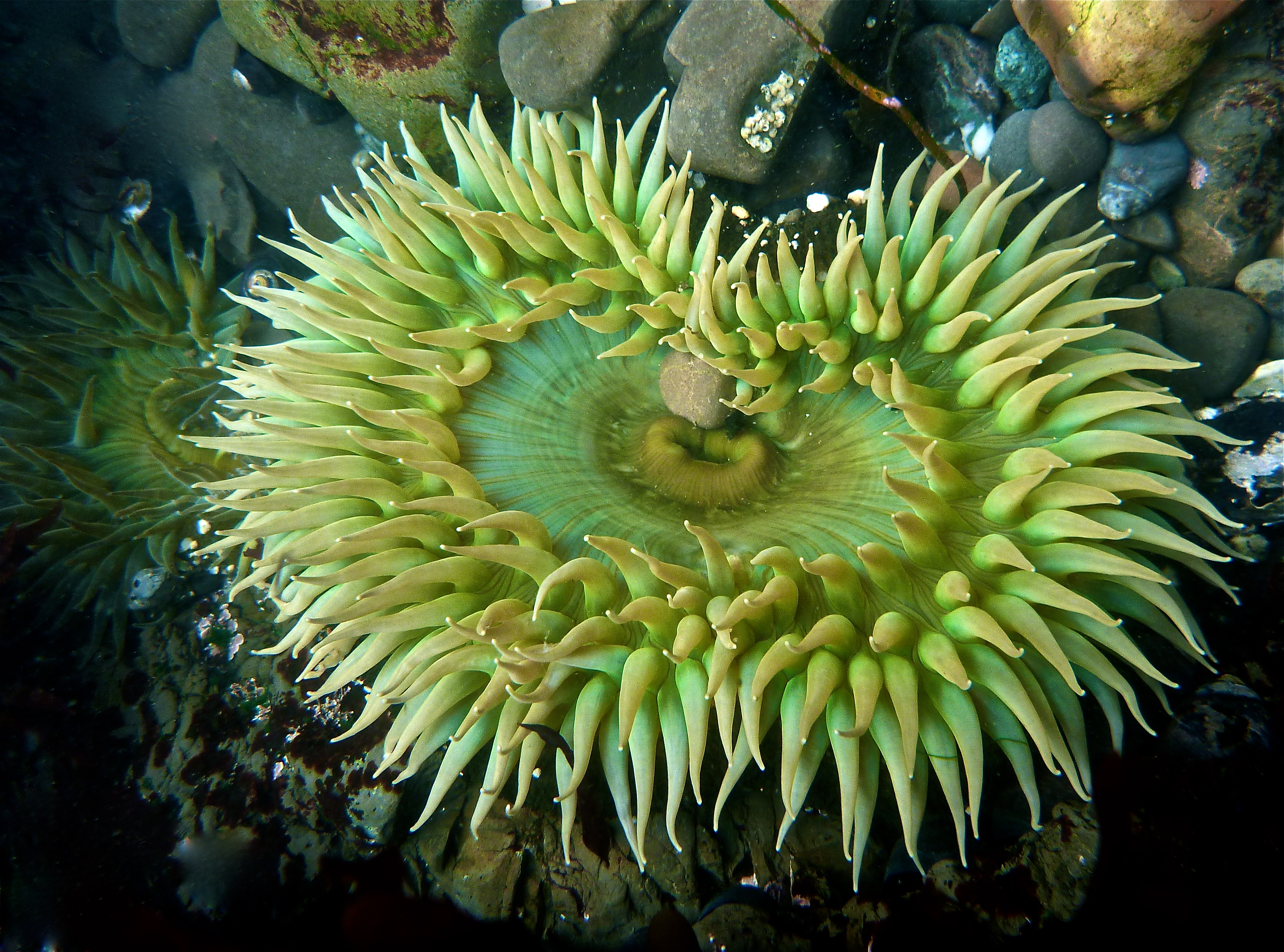
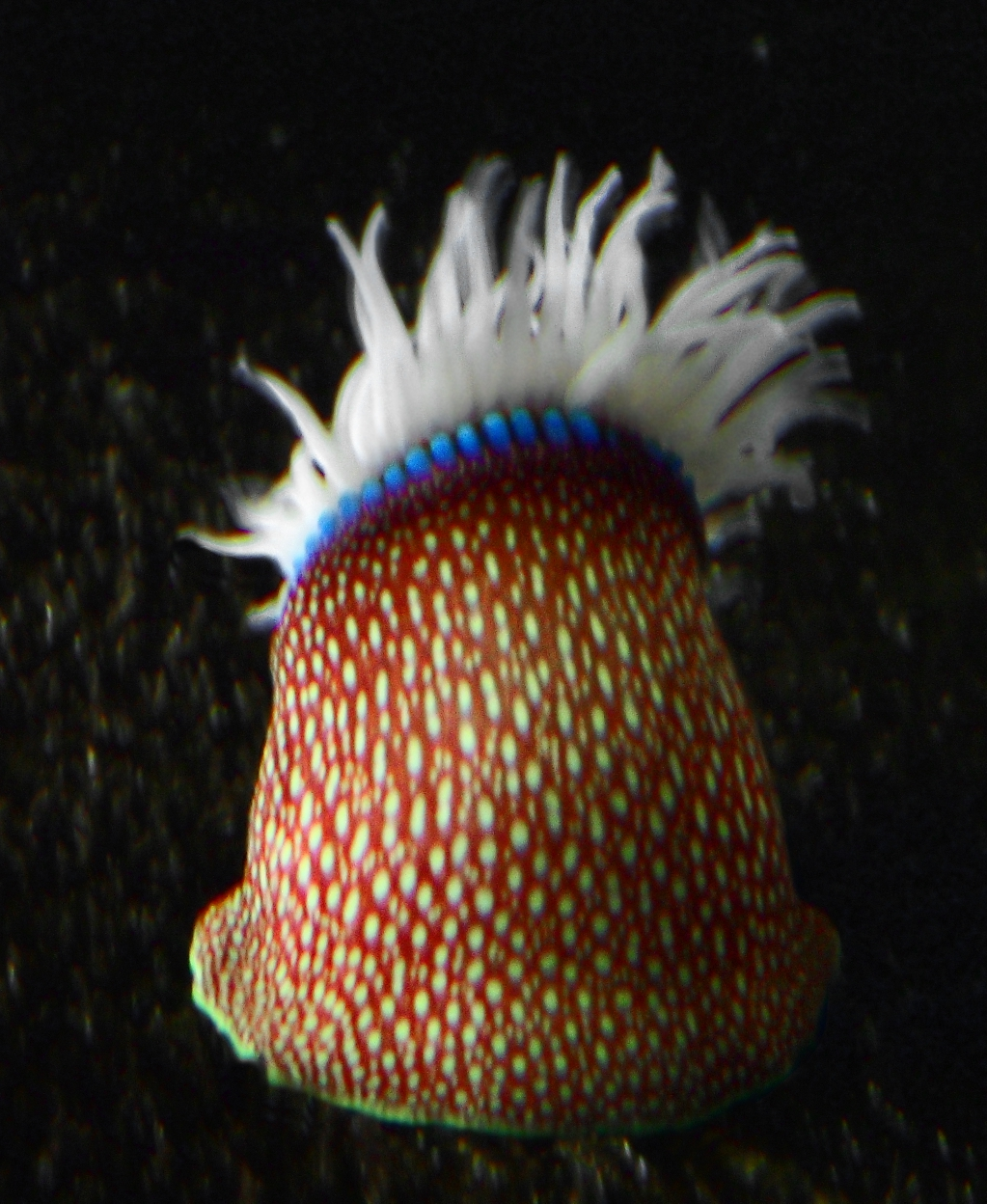